# Sciaphilomastax pardalina
Sciaphilomastax pardalina är en insektsart som först beskrevs av Burr 1899.  Sciaphilomastax pardalina ingår i släktet Sciaphilomastax och familjen Eumastacidae. Inga underarter finns listade i Catalogue of Life.